# Präsidentschaftswahl in der Dominikanischen Republik 1996
Die Präsidentschaftswahl in der Dominikanischen Republik 1996 fand am 16. Mai (1. Wahlgang) und 30. Juni (Stichwahl) statt.

## Wahlergebnis
| Kandidaten                                 | Kandidaten                | 2. Wahlgang | 2. Wahlgang | 1. Wahlgang | 1. Wahlgang | Listen                              | Stimmen   | %    |
| Kandidaten                                 | Kandidaten                | Stimmen     | %           | Stimmen     | %           | Listen                              | Stimmen   | %    |
| ------------------------------------------ | ------------------------- | ----------- | ----------- | ----------- | ----------- | ----------------------------------- | --------- | ---- |
|                                            | Leonel Fernándezgewählt   | 1.466.382   | 50,5        | 1.130.523   | 38,9        | Partido de la Liberación Dominicana | 1.130.523 | 38,9 |
|                                            | José Francisco Peña Gómez | 1.394.641   | 48,0        | 1.333.925   | 45,9        | Partido Revolucionario Dominicano   | 1.192.211 | 41,1 |
| Partido de la Unidad Democrática           | José Francisco Peña Gómez | 1.394.641   | 48,0        | 1.333.925   | 45,9        | 66.872                              | 2,3       |      |
| Partido Revolucionario Independiente       | José Francisco Peña Gómez | 1.394.641   | 48,0        | 1.333.925   | 45,9        | 29.629                              | 1,0       |      |
| Bloque Institucional Social Demócrata      | José Francisco Peña Gómez | 1.394.641   | 48,0        | 1.333.925   | 45,9        | 18.677                              | 0,6       |      |
| Partido Quisqueyano Demócrata              | José Francisco Peña Gómez | 1.394.641   | 48,0        | 1.333.925   | 45,9        | 10.670                              | 0,4       |      |
| Partido Popular Cristiano                  | José Francisco Peña Gómez | 1.394.641   | 48,0        | 1.333.925   | 45,9        | 6.842                               | 0,2       |      |
| Concertación Democrática                   | José Francisco Peña Gómez | 1.394.641   | 48,0        | 1.333.925   | 45,9        | 4.664                               | 0,2       |      |
| Partido Nacional de Veteranos y Civiles    | José Francisco Peña Gómez | 1.394.641   | 48,0        | 1.333.925   | 45,9        | 3.170                               | 0,1       |      |
| Partido Democrático Institucional          | José Francisco Peña Gómez | 1.394.641   | 48,0        | 1.333.925   | 45,9        | 1.190                               | 0,0       |      |
|                                            | Jacinto Peynado Garrigosa |             |             | 435.504     | 15,0        | Partido Reformista Social Cristiano | 435.504   | 15,0 |
|                                            | José Rafael Abinader      |             |             | 3.907       | 0,1         | Alianza Social Dominicana           | 3.907     | 0,1  |
| Gesamt                                     | Gesamt                    | 2.861.023   | 100         | 2.903.859   | 100         |                                     | 2.903.859 | 100  |
|                                            |                           |             |             |             |             |                                     |           |      |
| Ungültige Stimmen                          | Ungültige Stimmen         | 45.120      | –           |             |             |                                     |           |      |
| Wähler                                     | Wähler                    | 2.948.979   | 78,6        |             |             |                                     |           |      |
| Wahlberechtigte                            | Wahlberechtigte           | 3.750.502   |             |             |             |                                     |           |      |
|                                            |                           |             |             |             |             |                                     |           |      |
| Quelle: Gaceta oficial n. 9938, 10/11/1996 |                           |             |             |             |             |                                     |           |      |